# Nejkowo (obwód Dobricz)
Nejkowo (bułg. Нейково) – wieś w Bułgarii, w obwodzie Dobricz, w gminie Kawarna. Według danych szacunkowych Ujednoliconego Systemu Ewidencji Ludności oraz Usług Administracyjnych dla Ludności, 15 czerwca 2022 roku miejscowość liczyła 45 mieszkańców.